# Artemis (powieść)
Artemis – amerykańska powieść fantastyczno-naukowa autorstwa Andy'ego Weira z 2017. Akcja powieści rozgrywa się pod koniec lat 80. XXI w. w jedynym mieście na Księżycu. Jej bohaterką jest portierka i przemytniczka Jasmine „Jazz” Bashar, która zostaje wciągnięta w spisek mający na celu przejęcie kontroli nad miastem. Polska wersja ukazała się nakładem wydawnictwa Akurat. Tłumaczem jest Radosław Madejski.
Książka została również wydana jako audiobook przez Amazon.com. Jej narratorką jest Rosario Dawson. Powieść zdobyła Dragon Award w kategorii powieść science-fiction w 2018.